# Leszek Kaczmarski
Leszek Kaczmarski (ur. 1963) – prezes Stali Stalowa Wola oraz trener sekcji koszykówki.
Jest absolwentem AWF w Krakowie. Ukończył także podyplomowe studia trenerskie na AWF w Gdańsku. Były zawodnik Stali Stalowa Wola, reprezentant Polski juniorów. Pracę z młodzieżowymi grupami Stali rozpoczął w 1990 roku. Jego podopieczni sześciokrotnie awansowali do finałów Mistrzostw Polski. W 1995 roku zajęli 4 miejsce, w 1996 - 2, a w 1997 zostali mistrzami Polski. W latach 1998–2000 był pierwszym trenerem seniorów Stali wprowadzając drużynę z II do I ligi. Następnie wrócił do pracy z młodzieżą i w 2003 roku ponownie zdobył wicemistrzostwo Polski. Obecnie ponownie jest II trenerem zespołu seniorów.